# 厨房

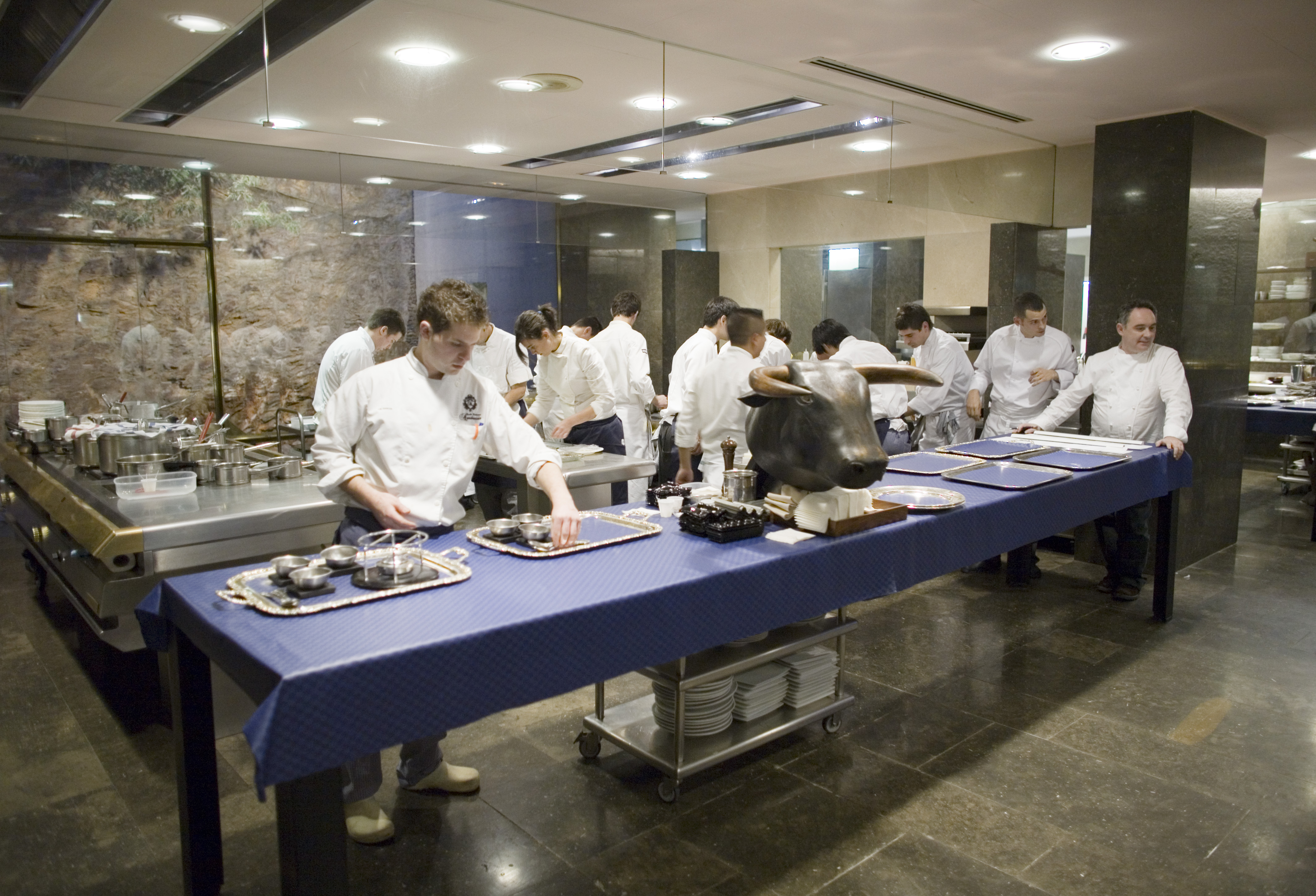
エル・ブジでの調理・盛り付け作業の様子。

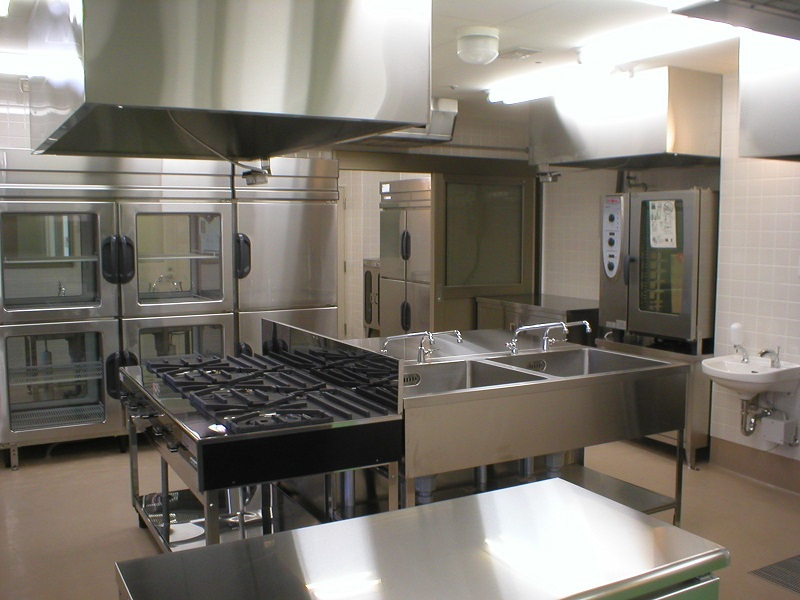
業務用厨房の一例。

厨房（ちゅうぼう）とは、レストラン・喫茶店などの外食産業や、スーパーマーケット・持ち帰り弁当店・精肉店などの食品小売業や、ホテル・病院・工場などの事業所の調理施設のことを指す。漁船、工船には捕獲した水産物を加工して缶詰にしたり冷凍保存する加工場が備えられている。
古くは厨（くりや）と称して、料理を行う場所を指した。
住宅では「台所」「キッチン」などとも呼ばれる。旅客機や客船・艦船では「ギャレー」、給食の場合は「給食室」、学校の家庭科での調理実習や公民館などで行われる料理教室の場合は「調理室」と呼ばれる。
中国語では台所のことを廚房という。また、英語では業務用厨房のことをCommercial kitchenという。

## 厨房の主な機能
- 食材や調味料などを搬入し、蓄える（厨房とは別に部屋（食品庫、冷蔵庫、冷凍庫など）が設けられるケースもある）。
- 野菜・魚・肉などの下処理（洗浄、皮・殻むき、種取り、灰汁抜き、部位に分けての捌き、骨抜き、内臓抜き、ウロコ取り、脂身を薄くカットするなど）を行う。
- 衛生上、包丁やまな板などを使用する都度、洗浄・殺菌・消毒をする。
- 加熱などの調理を行う。コンビニエンスストアやファーストフードの店舗形態の場合、中華まんやおでん、各種惣菜などを調理後に客にすぐに提供できるために温めておく形式を取っている。
- 料理の盛り付けを行い、運搬する。
- 食べ終わった後の食器を洗浄し、残飯などを処分する。
- 病院などの医療福祉施設の場合、管理栄養士が利用者の健康状態に合わせてメニューを指定したうえでの調理・盛り付けを行う。
- スーパーマーケットなどでは、パック詰めの作業場が設けられている。

## 厨房の付帯施設・設備
- 券売機：食券を購入後、カウンターやスタッフに渡したうえで、自分の座る席などに半券を控えておき、料理ができた順番にカウンターに呼び出されたり席まで運んで来たりする。
- チャイム・ブザー
  - 客席に設置してあり、注文があった時などにスタッフを呼び出す設備。
  - フードコートで使われる機器。注文を承った時に渡され、料理が出来た時に自動的に鳴る。
- カウンター：屋台やコンビニエンスストアやファーストフード店、社員食堂および学生食堂、立ち食いそば店や鉄板で焼いて調理するステーキの店・寿司屋などのように客に対して調理品を提供するカウンター（食器の返却口を別に設ける場合もある）と兼用になっている。ドライブスルー形式では注文と商品の引き換えでの精算との二つのカウンターが設けられている。
- 無煙ロースター：焼肉店などで厨房で下処理した肉などを、客の好みに合わせて焼くための設備。
- エレベーター・小荷物専用昇降機：料理や配膳車などを上下階にある食堂やパントリーに運搬するための厨房専用のものがある。
- 生ごみ処理機：下処理した食材の余った（非可食の）部分や残飯の処理などに用いられる。
- 駐車場：単独の厨房とは別に食材などの納入業者の車や、デリバリー（そばや寿司、ピザ、ハンバーガー、弁当など）専用の自動車・スクーターなどのために設けられている。

## 厨房に関する主な注意点
※業務として従事する場合
- 食品・料理を提供する立場から、食中毒を防ぐために衛生上様々なことが求められる。
  - 営業のための厨房を使う事前に保健所への許可を申請する必要がある。
  - 厨房設備の設計においては作業動線が交雑しないようなゾーンの区分（検収・下処理・調理・配膳・洗浄など）が必要になり、そのための機器などのレイアウトを考慮しなければならない。
  - 食材などの搬入の際、予め検品しておく必要がある。
  - 売れ残りや食べ残し、揚げ油の再利用は避けるべきである。
  - フグ料理専門店などでフグを調理する際、調理師免許を持つ調理人がフグを捌いた後に取り除いた有毒部位を厳重に保管して、回収してもらう義務がある。
  - 虫や小動物の侵入を妨げ、発見し次第除去する必要がある。
  - 手指や調理器具などに細菌・ウイルスが付着していないか、石鹸・消毒用アルコールなどで徹底的に殺菌・洗浄する。
  - 従事者の定期的な検便などの健康診断が必要になる。また、作業員が使用するトイレの配置や設備などが適切でないと、中毒の要因にもなる[2]。
  - 場合により白衣・エプロンやマスクの着用や靴の履き替え、毛髪やフケが落ちないように帽子を被ることを求められる。
- 飛沫による新型コロナウイルス感染防止のため、厨房エリアとそれ以外の個所をビニールのカーテン等で仕切る必要がある。
- 料理が冷めたりして味が変わったりすることを配慮して、運搬の際に温度管理を必要とする場合もある。
- ガスを燃焼する機器を扱う関係上、一酸化炭素中毒防止のためにこまめに換気をする必要がある。
- ガス漏れによる火災などを防ぐために、ダクト消火設備や、ガス漏れ警報設備などを設置する場合もある。
- 油や残飯などが排水溝などに溜まるおそれがあるため、グリーストラップを設け、定期的な清掃を必要とする。
- 臭いが外部に漏れて周辺から苦情が出たための対処を必要とする。

## その他
かつては『男子厨房に入らず』という言葉が男女の仕事の分別の意味で使われていた。